# Valentina Sampaio
Valentina Sampaio, född 10 december 1996 i Aquiraz i Ceará, är en brasiliansk fotomodell.

## Biografi
Sampaio föddes i en fiskeby i Aquiraz i Ceará, som ligger i nordöstra Brasilien. Hennes mamma är lärare och hennes pappa är fiskare. Sampaio är av afrikansk, holländsk och infödd brasiliansk härkomst.
Vid åtta års ålder identifierade hennes psykolog henne som transperson, men hon började inte kalla sig Valentina förrän hon var 12. Hon har i många intervjuer sagt att hon inte blev mobbad för sin könsidentifiering.
Sampaio studerade arkitektur i Fortaleza, men hon hoppade av vid 16 års ålder för att studera mode. Det var där som en makeupartist upptäckte henne och signade henne med en modellbyrå i São Paulo.
Sampaio är en förespråkare för transpersoners jämställdhet och medvetenhet; hon har kämpat mot hemlandets diskriminering av transpersoner.